# Třída Liberty
Třída Liberty je třída obchodních lodí velkosériově stavěných americkými loděnicemi za druhé světové války. Hlavním účelem jejich produkce bylo nahrazení obrovských ztrát způsobených německými ponorkami obchodním loďstvům Velké Británie a USA. Jejich oficiální označení bylo EC2-S-C1. Celkem bylo v letech 1941–1945 postaveno 2711 plavidel této třídy.
Za druhé světové války bylo z různých příčin potopeno 196 lodí typu Liberty. Zhruba polovina plavidel byla po válce prodána novým uživatelům. Tři plavidla se dochovala jako muzejní lodě, z toho dvě zůstala plavbyschopná.

## Stavba

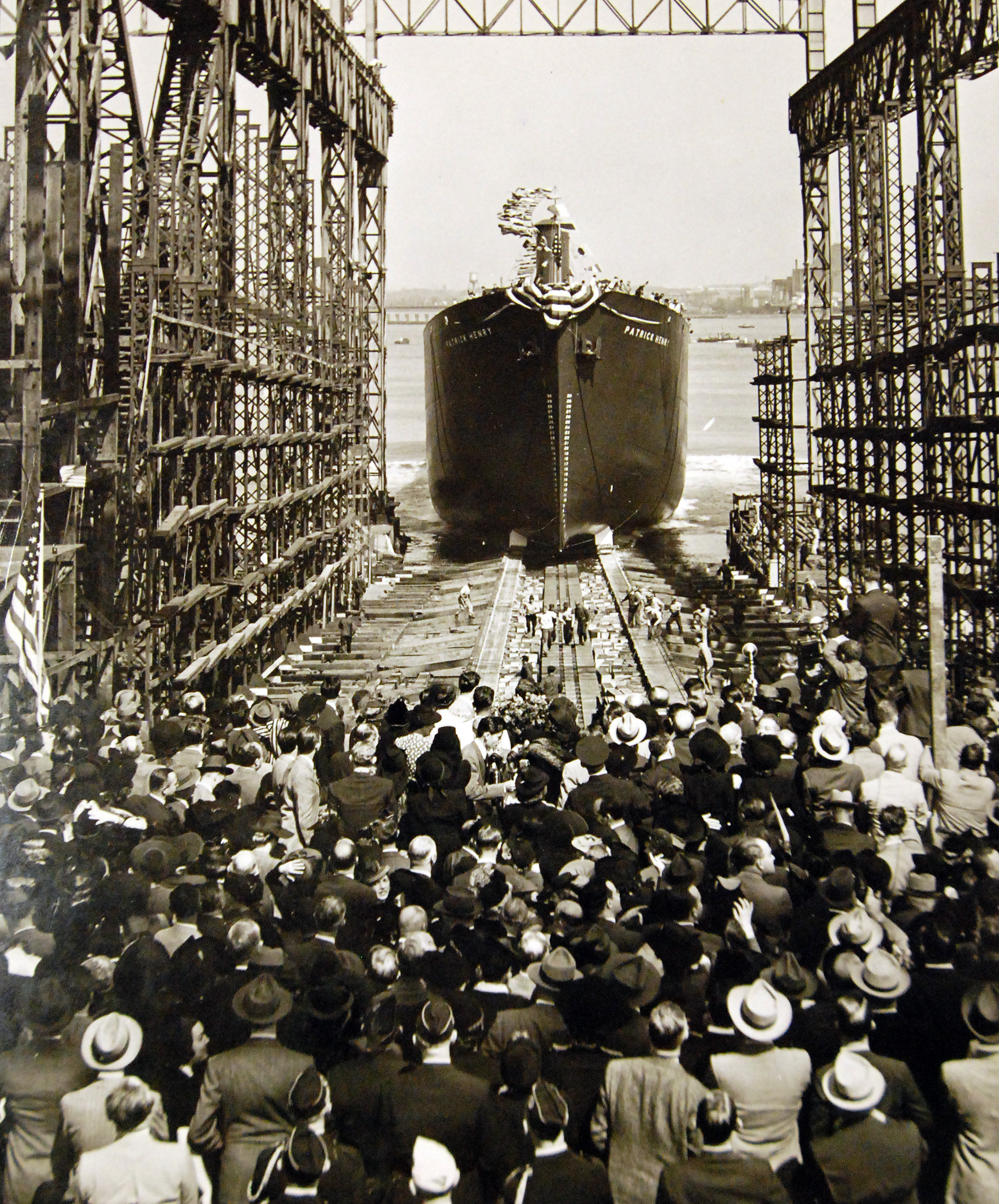
Prototypové plavidlo SS Patrick Henry při spuštění na vodu

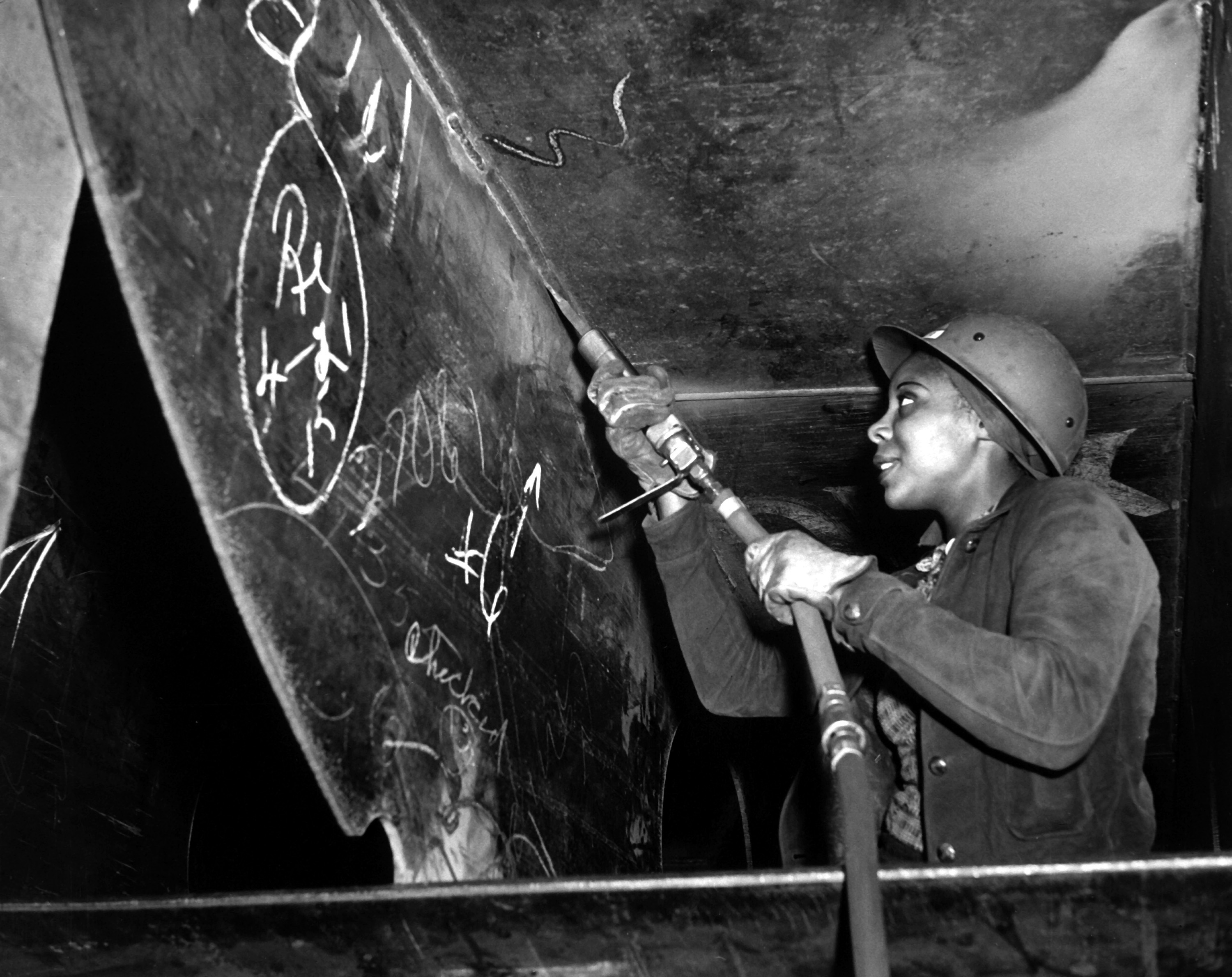
Bývalá číšnice Eastine Cowner pracuje na stavbě nákladní lodě SS George Washington Carver

Velká Británie objednala na podzim 1940 u amerických loděnic stavbu 60 nákladních lodí třídy Ocean, které měly pomoci nahradit utrpěné válečné ztráty. Plavidla využívala osvědčenou starší koncepci modifikovanou pod označením The Northeast Coast, Open Shelter Deck Steamer. V září 1941 byl v USA vyhlášen nouzový program stavby nákladních lodí. Pro něj vyvinutý typ nákladní lodě EC2-S-C1 konstrukčně vycházel právě z třídy Ocean. Projekt ale byl výrazně upraven (přízpůsobení americkým standardům, úspora nedostatkových surovin, zlevnění a zrychlení stavby).
Plavidla měla standardizovanou konstrukci optimalizovanou pro urychlení jejich stavby. Jednotlivé prefabrikované bloky a sekce plavidel byly vyráběny na různých místech Spojených států a následně sváženy do 18 loděnicí, kde byly sestavovány a svařovány dohromady. Plavidla typu EC2-S-C1 dostala od tisku přezdívku „ošklivá káčátka“. Prototypová jednotka SS Patrick Henry byla na vodu spuštěna 27. září 1941 za přítomnosti prezidenta Franklina D. Roosevelta. Ve svém proslovu president Roosevelt citoval slavný projev Patricka Henryho ze zasedání sněmovny v Richmondu v roce 1775, zakončený slovy: „Dejte mi svobodu, nebo mi dejte smrt!“ Prezident poté dodal, že úkolem nového typu nákladních lodí je přinést svobodu Evropě. Od té doby se jim říkalo Liberty Ships, lodě svobody.
Spustění prototypu Patrick Henry na vodu proběhlo u prototypu po 150 dnech od zahájení stavby. Délka stavby se postupně výrazně zkracovala. Zaměstnanci loděnic dokonce soutěžili v rychlosti jejich stavby. Nejrychleji bylo dokončeno plavidlo SS Robert E. Peary, spuštěné na vodu za čtyři dny, 15 hodin a 30 minut, a dokončené pouhých sedm dní od založení kýlu. Jedna nákladní loď Liberty stála průměrně 1,8 milionu dolarů.
Plavidla dostávala jména nežijících osobností. První byl americký politik Patrick Henry, následovala mimo jiné jména signatářů Deklarace nezávislosti Spojených států amerických. Pokud nějaká orgaizace dokázala shromáždit prostředky na stavbu plavidla, mohla rovněž navrhnout jeho jméno. Jediným plavidlem pojmenovaným po žijícím člověku byla SS Francis J. O'Gara, pojmenovaná na počest námořníka považovaného za zabitého při potopení nákladní lodě Jean Nicolet japonskou ponorkou. Francis J. O'Gara válku přežil v japonském zajetí a po válce ji osobně navštívil.
Nákladní loď SS Thomas G. Masaryk, dokončená roku 1943, nesla jméno prvního československého prezidenta Masaryka. Dne 16. dubna 1944 byla potopena německou ponorkou U-407.
Stavba lodě typu Liberty v loděnici Bethlehem-Fairfield Shipyards v Baltimore:

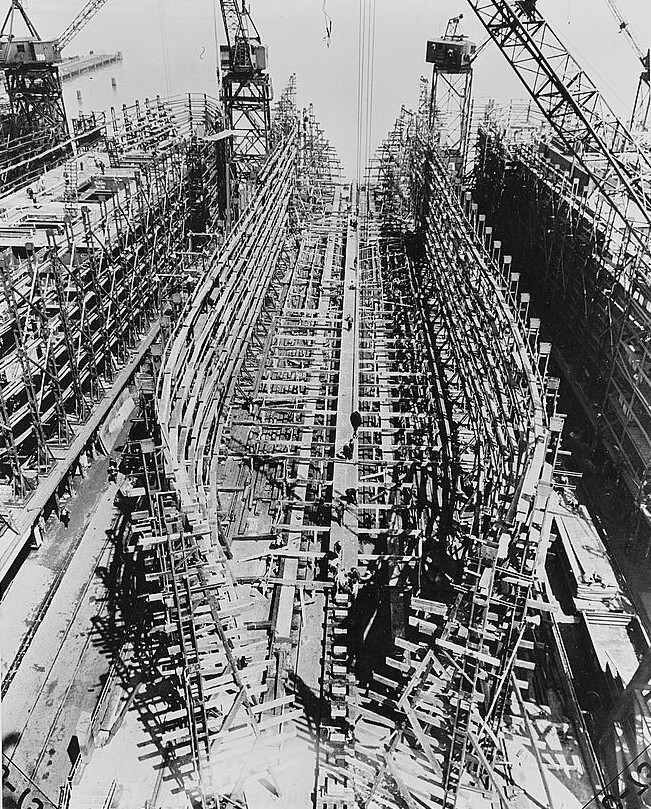
Den 2: založení kýlu
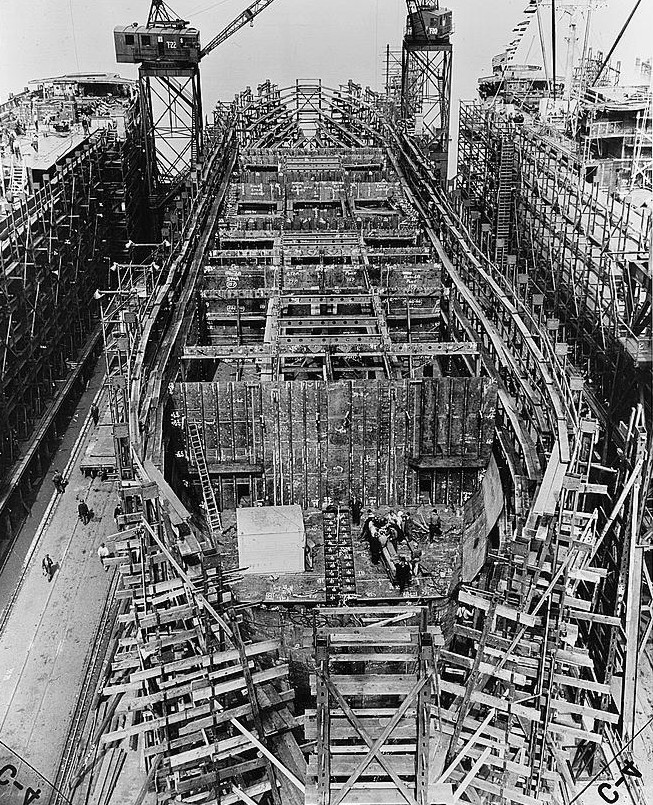
Den 6: vnitřní přepážky a nosníky jsou umístěny
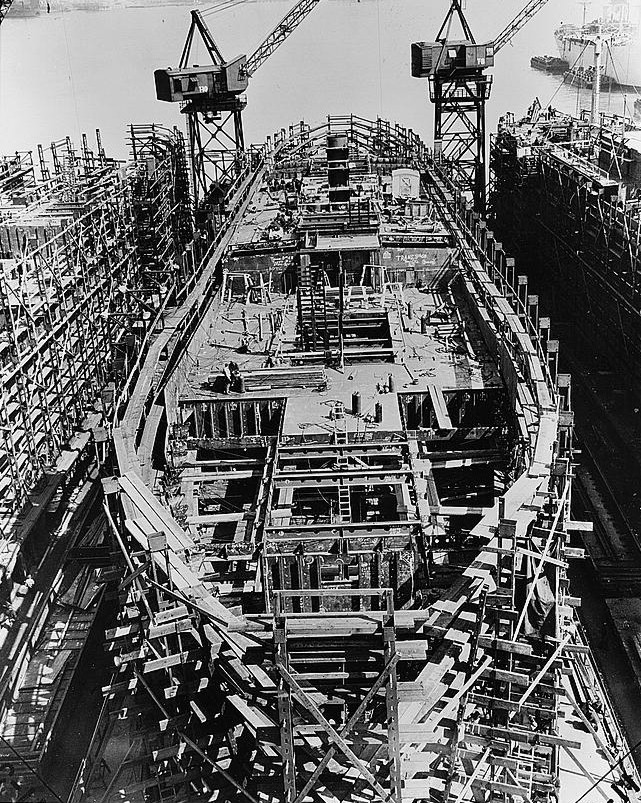
Den 10: spodní paluba je dokončována, rozpracována je nástavba
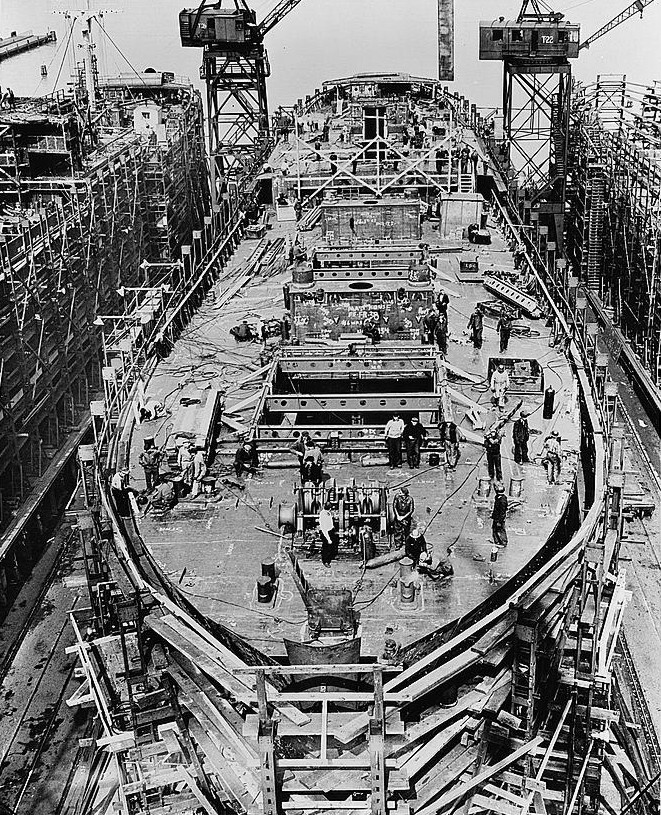
Den 14: horní paluba je dokončována
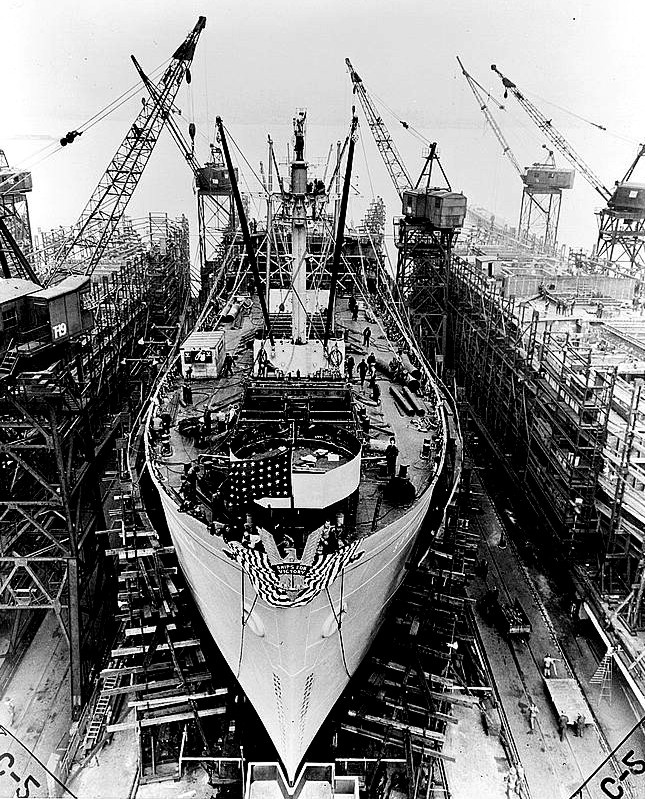
Den 24: plavidlo je připraveno ke spuštění na vodu

## Konstrukce

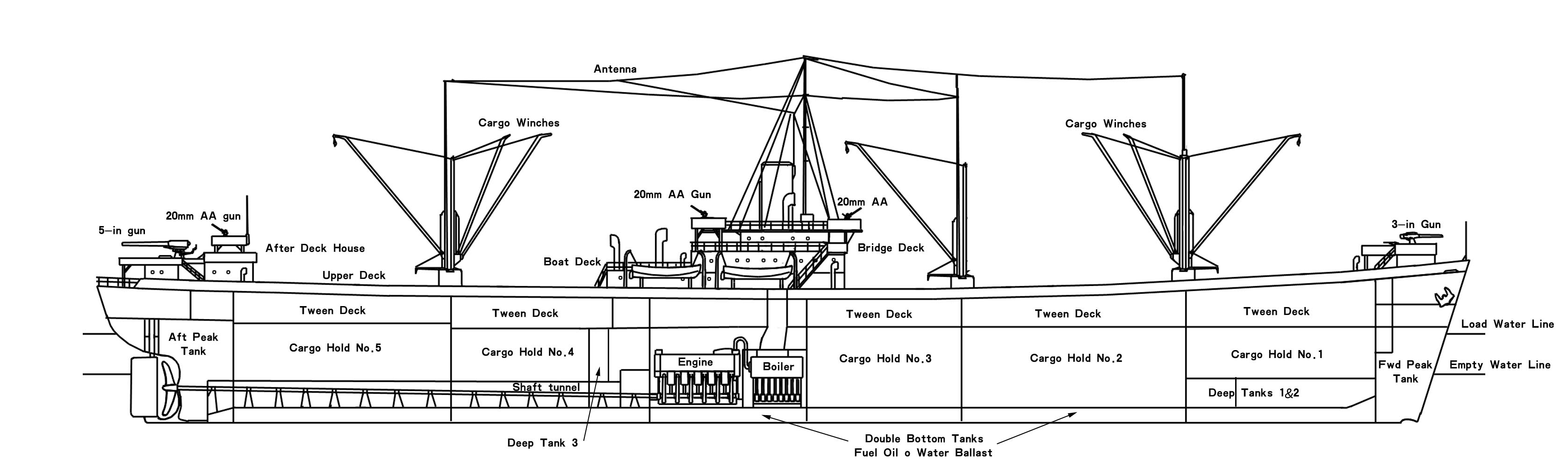
Průřez nákladní lodí typu Liberty

Měla nosnost (DWT) 10 684 tn (10 855 metrických tun) nákladu. Plavidla měla pět skladovacích prostorů. Posádku obvykle tvořilo 44 civilních námořníků a 12–25 vojáků, jejichž hlavním úkolem byla obsluha obranné výzbroje. Plavidlo poháněl tříválcový kondenzační parní stroj s trojnásobnou expanzí páry o výkonu 2500 hp (cca 1864 kW). Páru mu dodávaly dva kotle na tekuté palivo. Nejvyšší rychlost dosahovala 11 uzlů (asi 20,4 km/h).

## Dochovaná plavidla

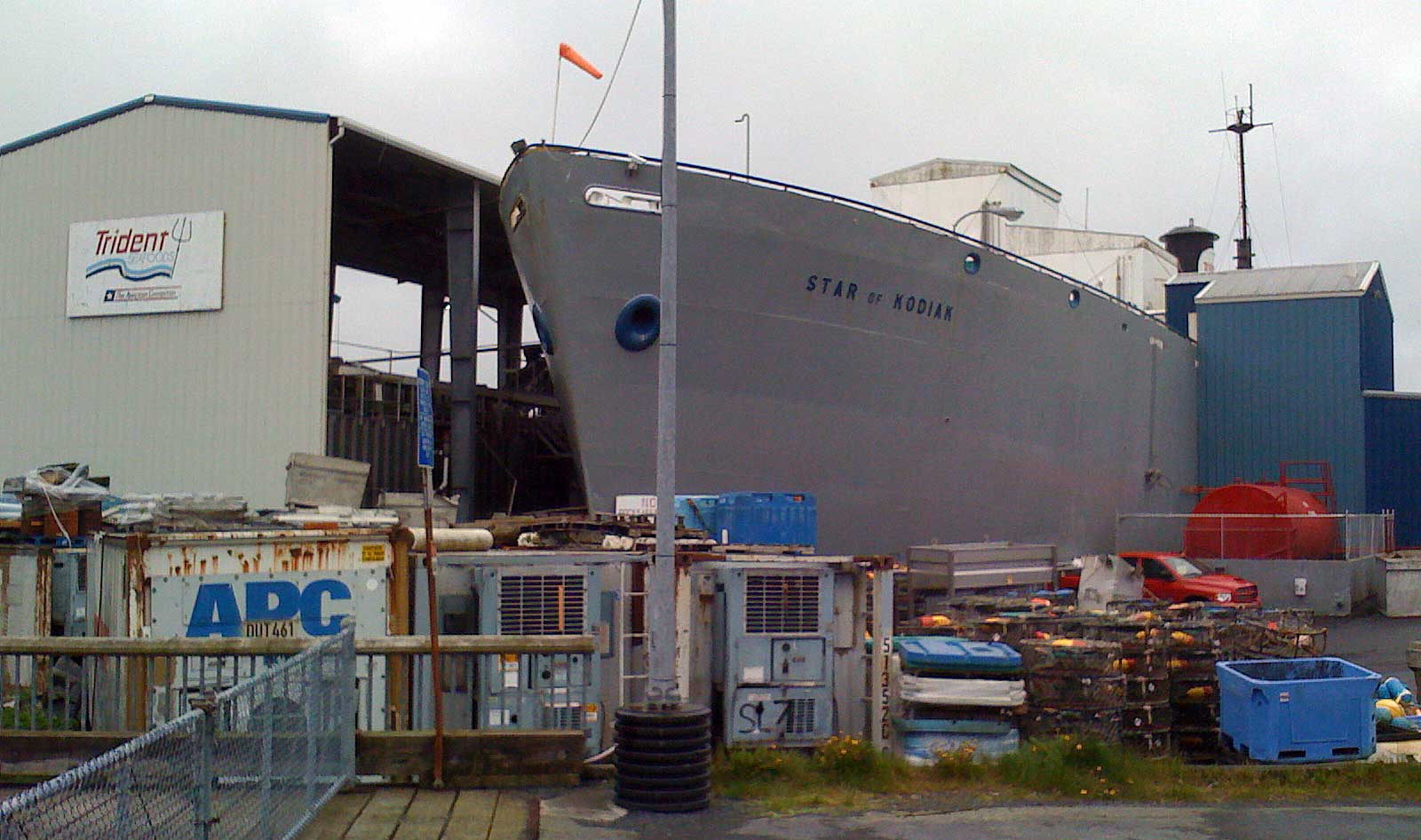
Konzervárna Trident Seafoods vzniklá přestavbou plavidla SS Albert M. Boe

- SS John W. Brown – plavbyschopná muzejní loď. Přístupná v Baltimore.[7]
- SS Jeremiah O'Brien – plavbyschopná muzejní loď. Přístupná v San Franciscu.[8]
- SS Hellas Liberty (ex SS Arthur M. Huddell) – stacionární muzejní loď. Přístupná v přístavu Pireus.[9]
- Star of Kodiak (ex SS Albert M. Boe) – trup plavidla byl v Seattle vytažen na břeh a přestavěn na konzervárnu ryb.